# کلیسای هاپسالو کاریا-مگدالینا

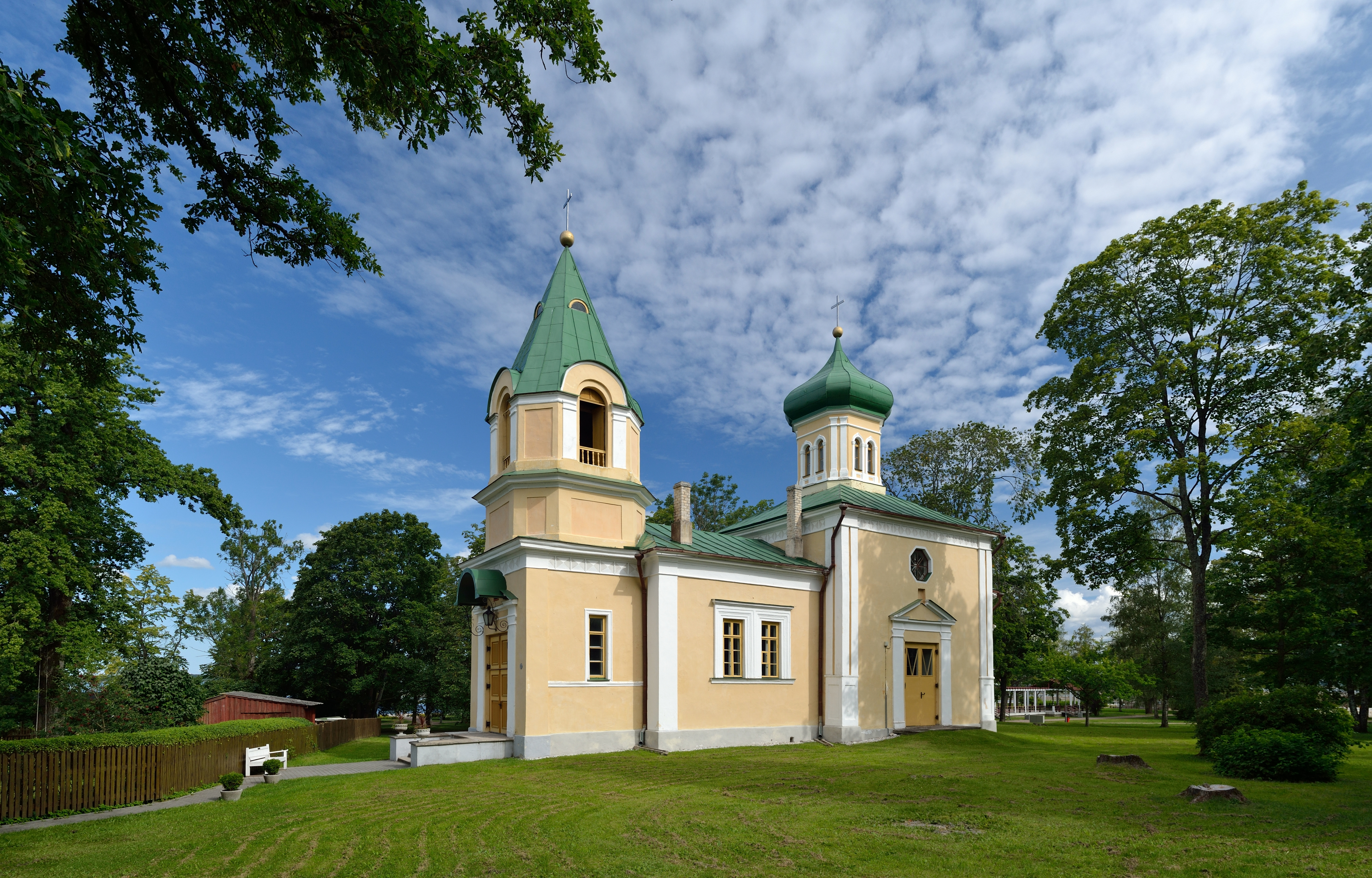

کلیسای هاپسالو کاریا-مگدالینا  (استونیایی: Haapsalu Maria-Magdaleena kirik) یک نیایشگاه در شهر هاپسالو در غرب کشور استونی است. سبک معماری این کلیسا سبک روسی است.